# Partito Nuovo (Lettonia)
Il Partito Nuovo (in lettone: Jaunā Partija - JP) è stato un partito politico attivo in Lettonia dal 1997 al 2002.
Conobbe un discreto successo grazie all'adesione del noto compositore Raimonds Pauls: alle elezioni parlamentari del 1998, il partito ottenne il 7,3% dei voti e otto seggi.
Pauls lasciò il partito nel maggio del 2000 ed il partito, ormai in declino, si dissolse.